# Trigonoptera sordida
Trigonoptera sordida là một loài bọ cánh cứng trong họ Cerambycidae.